# UCI ProTour
UCI ProTour - серія велоперегонів на шосе в Європі, Австралії та Канаді, організованих Міжнародним союзом велосипедистів (UCI). Заснував її Хейн Вербрюгген, колишній президент Міжнародного союзу велосипедистів. У цих змаганнях брали участь велосипедні команди ProTour, кожна з яких зобов'язана була виступити на кожному етапі серії. Спочатку це була основа змагань упродовж сезону за рейтингові очки, створена в сезоні 2005, щоб замінити Світовий шосейний кубок UCI, останній сезон якого був 2004 року (хоча кубок світу не включав жодної велобагатоденки). ProTour був предметом безперервних суперечок за участю Міжнародного союзу велосипедистів, велосипедних команд і організаторів найпомітніших світових велоперегонів (зокрема, Гранд-турів), і в 2009 і 2010 роках рейтинговий елемент ProTour замінено на Світовий рейтинг UCI. 2011 року ProTour і Світовий рейтинг повністю об'єдналися в Світовий тур UCI. Статус ProTour для команд змінився на статус UCI ProTeams і продовжив бути найвищим рівнем реєстрації. Ці команди мають право і обов'язок брати участь у всіх гонках Світового туру.

## Ліцензування
Ліцензії ProTour отримують максимум 20 команд, які повинні мати спонсорів принаймні на кілька років уперед (4 роки на момент інавгурації ProTour). Винятком з цього правила була команда Phonak, яка отримала ліцензію лише на два роки через попередні допінгові звинувачення. Власники ліцензії можуть подати заявку на реєстрацію кожного року, це залежить від наявності контрактів і розміру бюджетів.
Після 2005 року команди Fassa Bortolo і Domina Vacanze припинили існування, а вільні місця зайняли AG2R Prévoyance і Team Milram відповідно. Після сезону 2006 року iShares відмовився продовжувати бути основним спонсором команди Phonak через допінговий скандал її лідера Флойда Лендіса, і команда припинила існування. Її ліцензію ProTour отримала Unibet.com Cycling Team, а швейцарська команда з казахстанською підтримкою Astana Pro Team отримала ліцензію, якою раніше володів Маноло Сайс і його Liberty Seguros-Würth. Unibet.com і Discovery Channel розформувались після сезону 2007, що знизило кількість команд ProTour до 18. Наприкінці 2008 року ще дві команди вибули: Crédit Agricole і Gerolsteiner. Їх ліцензії були передані Garmin-Slipstream і Team Katusha. Bbox Bouygues Telecom і Cofidis було відмовлено в продовженні ліцензії на сезон 2010 року, а нові ліцензії отримали Team Sky і Team RadioShack. Хоча UAE Team Emirates мав ліцензію продовжену до 2013 року, але її реєстрацію (окремий процес від ліцензування, що стосуються фінансів) на сезон 2010 року було тимчасово відхилено, але відновлено після того, як вони пропустили одну гонку. Статут UCI пізніше змінено так щоб спочатку вимагати реєстрацію, а потім надавати ліцензію щоб уникнути повторення цієї ситуації.

## Історія
Змагання з професійних шосейних велоперегонів завдовжки в сезон вперше з'явились 1948 року і тривали до кінця 1980-х років, коли UCI встановив Світовий шосейний кубок UCI, який розігрувався до 2004 року.
Заміна Кубка світу на ProTour відбулася з метою привести його у відповідність до формату гоночної серії Формули-1, і була покликана вирішити низку питань:
- Гранд-тури не були етапами Кубка світу UCI
- Різні гонщики і різні команди вибирали різні типи гонок, що ускладнювало прямі порівняння
- Спонсорство команд зазвичай тривало лише кілька років
- Багато команд мали фінансові труднощі з оплатою своїм гонщикам і співробітникам
- Кілька команд зіткнулися з допінговими проблемами

UCI вмовив організаторів Гранд-турів включити їхні перегони в ProTour, попри минулі розбіжності і погрози, що вони повністю розірвуть стосунки з ProTour.
ProTour підлягав критиці за відсутність системи своєчасного вибуття та підвищення у класі з/в нижчих (і) за статусом континентальних (і) турів (и) UCI.

## UCI проти організаторів Гранд-турів
Спочатку UCI та організатори Гранд-турів не могли прийти до угоди щодо UCI ProTour 2006, внаслідок чого статус як на Гранд-турів і деяких інших етапів, організованих керівниками Гранд-турів було незрозумілим аж до початку сезону, але в підсумку їх включили.
Упродовж сезону UCI ProTour 2007, ASO, RCS і Unipublic, які є організаторами Тур де Франс, Джиро д'Італія і Вуельта Іспанії відповідно, продовжували сперечатися один з одним. Основною причиною було те, що організатори Гранд-турів хотіли більше свободи, щоб запрошувати популярні національні і континентальні команди, а також право виключати деякі команди UCI ProTour, такі як Unibet.com. Нездатність досягти угоди призвела до того, що голова Міжнародного союзу велосипедистів у лютому 2008 року Пет Маккуейд відправив листа усім професійним командам, закликавши їх бойкотувати "Париж–Ніцца", тому що це "незаконний" етап. У відповідь AIGCP (Association International des Groupes Cyclistes Professionels) оголосила, що команди одноголосно вирішили взяти участь у "Париж–Ніцца", організувати яку мала Федерація велоспорту Франції. Менеджер команди Quick Step Патрік Лефевер прокоментував так: "я більш, ніж ситий від суперечок з усіма. ASO і UCI не розуміють, скільки шкоди вони приносять для спорту. Що я повинен сказати своїм спонсорам? Цей конфлікт триває вже три роки і постійно підігрівається. Чи можуть команди бути впевнені, що вони зможуть взяти участь в "Тур де Франс" пізніше цього року?".
Від 2008 року ProTour був значною мірою девальвований, оскільки з його календаря зникли три Гранд-тури, а саме Тур де Франс, Джиро д'Італія і Вуельта Іспанії, а також багатоденка на початку сезону Париж — Ніцца і ключові одноденні гонки, такі як Париж — Рубе, Мілан — Сан-Ремо, Льєж — Бастонь — Льєж, Ла Флеш Валлонь і Джиро ді-Ломбардія.
2009 року UCI домовився з організаторами, що очки, зароблені на етапах, підуть у залік Світового рейтингу UCI, в який також у перші два сезони включені професійні континентальні команди. Організатори Гранд-турів зберегли за собою право вибору команд для гонок, а також деякі команди вирішили не брати участі в деяких етапах. Починаючи з 2011 року всі гонки в світовому календарі, ті, що дають очки в залік світового рейтингу, мають бути класифіковані як етапи Світового туру, а ProTour як окрема серія гонок припинила існування.

## Етапи
Легенда:
+: Входить в ProTour
•: Гонка відбулася, але не в рамках ProTour
х: Гонка не відбулась, або не як елітна професійна гонка
| Дати                                                       | Етап                                                      | Країна             | Тип                                 | 2005 | 2006 | 2007 | 2008 | 2009 | 2010 |
| ---------------------------------------------------------- | --------------------------------------------------------- | ------------------ | ----------------------------------- | ---- | ---- | ---- | ---- | ---- | ---- |
| Середина - кінець січня                                    | Тур Даун Андер                                            | Австралія          | Тижнева багатоденка                 | •    | •    | •    | +    | +    | +    |
| Початок - середина березня                                 | Париж — Ніцца                                             | Франція            | Тижнева багатоденка                 | +    | +    | +    | •    | •    | •    |
| Початок - середина березня                                 | Тіррено — Адріатіко                                       | Італія             | Тижнева багатоденка                 | +    | +    | +    | •    | •    | •    |
| Середина березня                                           | Мілан — Сан-Ремо                                          | Італія             | Одноденка                           | +    | +    | +    | •    | •    | •    |
| Середина травня (2005–2009) Late березня (2010)            | Вольта Каталунії                                          | Іспанія            | Тижнева багатоденка                 | +    | +    | +    | +    | +    | +    |
| Кінець березня – початок квітня                            | Гент — Вевельгем                                          | Бельгія            | Одноденка                           | +    | +    | +    | +    | +    | +    |
| Початок квітня                                             | Тур Фландрії                                              | Бельгія            | Одноденка                           | +    | +    | +    | +    | +    | +    |
| Початок квітня                                             | Тур Країни Басків                                         | Іспанія            | Тижнева багатоденка                 | +    | +    | +    | +    | +    | +    |
| Початок квітня                                             | Париж — Рубе                                              | Франція            | Одноденка                           | +    | +    | +    | •    | •    | •    |
| Середина квітня                                            | Amstel Gold Race                                          | Нідерланди         | Одноденка                           | +    | +    | +    | +    | +    | +    |
| Середина квітня                                            | Флеш Валонь                                               | Бельгія            | Одноденка                           | +    | +    | +    | •    | •    | •    |
| Середина - кінець квітня                                   | Льєж — Бастонь — Льєж                                     | Бельгія            | Одноденка                           | +    | +    | +    | •    | •    | •    |
| Кінець квітня – початок травня                             | Тур Романдії                                              | Швейцарія          | Тижнева багатоденка                 | +    | +    | +    | +    | +    | +    |
| травень – початок червня                                   | Джиро д'Італія                                            | Італія             | Тритижнева багатоденка              | +    | +    | +    | •    | •    | •    |
| Початок червня                                             | Крітеріум ду Дофіне                                       | Франція            | Тижнева багатоденка                 | +    | +    | +    | +    | +    | +    |
| Середина червня                                            | Тур Швейцарії                                             | Швейцарія          | Тижнева багатоденка                 | +    | +    | +    | +    | +    | +    |
| Середина червня                                            | Ейндховенська командна гонка з роздільним стартом         | Нідерланди         | Командна гонка з роздільним стартом | +    | +    | +    | x    | x    | x    |
| Липень                                                     | Тур де Франс                                              | Франція            | Тритижнева багатоденка              | +    | +    | +    | •    | •    | •    |
| Початок - середина серпня                                  | Тур Німеччини                                             | Німеччина          | Тижнева багатоденка                 | +    | +    | +    | +    | x    | x    |
| Середина серпня                                            | Класика Сан-Себастьяна                                    | Іспанія            | Одноденка                           | +    | +    | +    | +    | +    | +    |
| Початок - середина вересня (Початок серпня від 2009 року)  | Тур Польщі                                                | Польща             | Тижнева багатоденка                 | +    | +    | +    | +    | +    | +    |
| Середина - кінець серпня (Початок серпня у 2005 році)      | Енеко Тур                                                 | Бельгія Нідерланди | Тижнева багатоденка                 | +    | +    | +    | +    | +    | +    |
| Кінець серпня – вересень                                   | Вуельта Іспанії                                           | Іспанія            | Тритижнева багатоденка              | +    | +    | +    | •    | •    | •    |
| Кінець серпня (2005–2010)                                  | Гран-прі Західної Франції                                 | Франція            | Одноденка                           | +    | +    | +    | +    | +    | +    |
| Кінець липня (2005–2006) серпня – вересень (від 2007 року) | EuroEyes Cyclassics (колишня HEW / Vattenfall Cyclassics) | Німеччина          | Одноденка                           | +    | +    | +    | +    | +    | +    |
| Початок - середина вересня                                 | Гран-прі Квебека                                          | Канада             | Одноденка                           | x    | x    | x    | x    | x    | +    |
| Початок - середина вересня                                 | Гран-прі Монреалі                                         | Канада             | Одноденка                           | x    | x    | x    | x    | x    | +    |
| Початок жовтня                                             | Чемпіонат Цюриха                                          | Швейцарія          | Одноденка                           | +    | +    | x    | x    | x    | x    |
| Початок - середина жовтня                                  | Париж — Тур                                               | Франція            | Одноденка                           | +    | +    | +    | •    | •    | •    |
| Середина жовтня                                            | Джиро ді Ломбардія                                        | Італія             | Одноденка                           | +    | +    | +    | •    | •    | •    |

## Історія участі команд
Темно-сірий колір вказує на те, що команди не було того року.
Середньо-сірий колір вказує на те, що команда того року змагалася на нижчому рівні.
| 2005                        | 2006                        | 2007                        | 2008                        | 2009                        | 2010                        |  |
| --------------------------- | --------------------------- | --------------------------- | --------------------------- | --------------------------- | --------------------------- |  |
| Direct Energie              | Direct Energie              | Direct Energie              | Direct Energie              | Direct Energie              | Direct Energie              |  |
| Cofidis                     | Cofidis                     | Cofidis                     | Cofidis                     | Cofidis                     | Cofidis                     |  |
| Crédit Agricole             | Crédit Agricole             | Crédit Agricole             | Crédit Agricole             |                             |                             |  |
| Lotto Soudal                | Lotto Soudal                | Lotto Soudal                | Lotto Soudal                | Lotto Soudal                | Lotto Soudal                |  |
| Discovery Channel           | Discovery Channel           | Discovery Channel           |                             |                             |                             |  |
| Domina Vacanze              |                             |                             |                             |                             |                             |  |
| Euskaltel-Euskadi           | Euskaltel-Euskadi           | Euskaltel-Euskadi           | Euskaltel-Euskadi           | Euskaltel-Euskadi           | Euskaltel-Euskadi           |  |
| Fassa Bortolo               |                             |                             |                             |                             |                             |  |
| FDJ                         | FDJ                         | FDJ                         | FDJ                         | FDJ                         | FDJ                         |  |
| Gerolsteiner                | Gerolsteiner                | Gerolsteiner                | Gerolsteiner                |                             |                             |  |
| Movistar Team               | Movistar Team               | Movistar Team               | Movistar Team               | Movistar Team               | Movistar Team               |  |
| UAE Team Emirates           | UAE Team Emirates           | UAE Team Emirates           | UAE Team Emirates           | UAE Team Emirates           | UAE Team Emirates           |  |
| ONCE                        | ONCE                        |                             |                             |                             |                             |  |
| Cannondale Pro Cycling Team | Cannondale Pro Cycling Team | Cannondale Pro Cycling Team | Cannondale Pro Cycling Team | Cannondale Pro Cycling Team | Cannondale Pro Cycling Team |  |
| Phonak                      | Phonak                      |                             |                             |                             |                             |  |
| Quick-Step Floors           | Quick-Step Floors           | Quick-Step Floors           | Quick-Step Floors           | Quick-Step Floors           | Quick-Step Floors           |  |
| LottoNL-Jumbo               | LottoNL-Jumbo               | LottoNL-Jumbo               | LottoNL-Jumbo               | LottoNL-Jumbo               | LottoNL-Jumbo               |  |
| Geox-TMC                    | Geox-TMC                    | Geox-TMC                    | Geox-TMC                    | Geox-TMC                    | Geox-TMC                    |  |
| Team HTC-High Road          | Team HTC-High Road          | Team HTC-High Road          | Team HTC-High Road          | Team HTC-High Road          | Team HTC-High Road          |  |
| Tinkoff                     | Tinkoff                     | Tinkoff                     | Tinkoff                     | Tinkoff                     | Tinkoff                     |  |
| AG2R La Mondiale            | AG2R La Mondiale            | AG2R La Mondiale            | AG2R La Mondiale            | AG2R La Mondiale            | AG2R La Mondiale            |  |
|                             | Team Milram                 | Team Milram                 | Team Milram                 | Team Milram                 | Team Milram                 |  |
|                             |                             | Astana Pro Team             | Astana Pro Team             | Astana Pro Team             | Astana Pro Team             |  |
|                             | Cycle Collstrop             | Cycle Collstrop             | Cycle Collstrop             |                             |                             |  |
|                             |                             | Cannondale-Garmin           | Cannondale-Garmin           | Cannondale-Garmin           | Cannondale-Garmin           |  |
|                             |                             |                             |                             | Katusha–Alpecin             | Katusha–Alpecin             |  |
|                             |                             |                             |                             |                             | Team RadioShack             |  |
|                             |                             |                             |                             |                             | Team Sky                    |  |
|                             |                             | BMC Racing Team             | BMC Racing Team             | BMC Racing Team             | BMC Racing Team             |  |
|                             |                             |                             |                             | Vacansoleil-DCM             | Vacansoleil-DCM             |  |
| Team Sunweb                 | Team Sunweb                 | Team Sunweb                 | Team Sunweb                 | Team Sunweb                 | Team Sunweb                 |  |

## Переможці UCI ProTour
| Рік  | Особистий залік                                  | Командний залік | Національний залік |
| ---- | ------------------------------------------------ | --------------- | ------------------ |
| 2005 | Даніло Ді Лука (ITA) Cannondale Pro Cycling Team | Tinkoff         | Італія             |
| 2006 | Алехандро Валверде (ESP) Movistar Team           | Tinkoff         | Іспанія            |
| 2007 | Кадел Еванс (AUS) Lotto Soudal                   | Tinkoff         | Іспанія            |
| 2008 | Алехандро Валверде (ESP) Movistar Team           | Movistar Team   | Іспанія            |